# آناستازیا بلایواس
آناستازیا بلایواس (به انگلیسی: Anastasia Blayvas،  زادهٔ ۱۳ ژانویهٔ ۲۰۰۱) یک کشتی‌گیر آزادکار اهل کشور آلمان است. وی سابقه حضور در المپیک ۲۰۲۴ پاریس را دارد.  
از افتخارات وی می‌توان به کسب مدال برنز مسابقات قهرمانی کشتی جهان ۲۰۲۳ اشاره کرد.